# It's Up to You
It's Up to You, samlingsalbum med Ricky Nelson, utgivet i april 1963 på skivbolaget Imperial Records.
Albumet nådde Billboard-listans 128:e plats.

## Låtlista
Singelplacering i Billboard inom parentes.
1. "It's Up to You" (Jerry Fuller) (#6)
2. "Shirley Lee" (Bobby Lee Trammell)
3. "Break My Chain" (Jerry Fuller)
4. "Baby Won't You Please Come Home" (Charles Warfield/Clarence Williams)
5. "I'd Climb the Highest Mountain" (Lew Brown/Sidney Clare)
6. "Again" (Dorcas Cochran/Lionel Newman)
7. "I Need You" (Baker Knight) (#83)
8. "Trying to Get to You" (Rose Marie McCoy/Charlie Singleton)
9. "Boppin' the Blues" (Carl Perkins)
10. "Half Breed" (John D. Loudermilk)
11. "If You Can't Rock Me" (Willie Jacobs) (#100)
12. "Stars Fell on Alabama" (Mitchell Parish/Frank Perkins)